# Justinia
Justinia is een geslacht van vlinders van de familie dikkopjes (Hesperiidae), uit de onderfamilie Hesperiinae.

## Soorten
- J. gava Evans, 1955
- J. gertschi (Bell, 1937)
- J. justinianus (Lattreille, 1824)
- J. kora (Hewitson, 1877)
- J. maculata (Bell, 1930)
- J. papaea (Hewitson, 1876)
- J. phaetusa (Hewitson, 1866)
- J. septa Evans